# Arao
Arao (jap. 荒尾市 Arao-shi) – miasto w Japonii, w prefekturze Kumamoto, w zachodniej części wyspy Kiusiu.
Miasto to zostało utworzone 1 kwietnia 1942 r.